# Szwedzcy Demokraci
Szwedzcy Demokraci (szw. Sverigedemokraterna, SD) – szwedzka narodowo-konserwatywna, nacjonalistyczna i populistyczna partia polityczna, założona w 1988 roku, będąca sukcesorką Partii Szwedów, Partii Postępu i organizacji Bevara Sverige Svenskt. Początkowo partia podnosiła postulaty faszystowskie i antydemokratyczne, jednak pod koniec lat 90. XX wieku zaczęła się dystansować od swojej ideologicznej przeszłości. Przedstawiciele partii w Parlamencie Europejskim należą do frakcji Europejskich Konserwatystów i Reformatorów.

## Historia
Partia została założona 6 lutego 1988. W latach 1988–1992 partia posiadała dwóch liderów (w latach 1988–1989 funkcję tę pełnili Leif Ericsson i Jonny Berg, w latach 1989–1990 Ola Sundberg i Anders Klarström, a w latach 1990–1992 Anders Klarström i Madeleine Larsson). W latach 1992–1995 funkcję lidera samodzielnie pełnił Anders Klarström. Pod rządami Mikaela Janssona partia przeszła gruntowne zmiany ideologiczne i wizerunkowe. W 1999 partia odcięła się od wszystkich organizacji, nawiązujących do narodowego socjalizmu.
W 2005 roku liderem partii został Jimmie Åkesson. Podobnie jak Mikael Jansson, Åkesson dążył do stworzenia wizerunku Szwedzkich Demokratów jako partii pragmatycznej, bardziej umiarkowanej. W wyborach parlamentarnych w 2010 roku partia zdobyła 5,7% głosów i wprowadziła do Riksdagu 20 posłów. W wyborach parlamentarnych w 2014 roku partia zdobyła 12,9% głosów. Po owych wyborach zarówno partie lewicowe, jak i partie prawicowe nie były w stanie stworzyć rządu większościowego, w związku z czym „języczkiem u wagi” stali się Szwedzcy Demokraci. Ostatecznie rząd stworzyły Szwedzka Socjaldemokratyczna Partia Robotnicza i Partia Zielonych. 3 grudnia 2014 parlamentarzyści SD zagłosowali za propozycją autorstwa Sojuszu, uniemożliwiając tym samym podwyższenie podatków na rzecz wzmocnienia i częściowej rozbudowy państwa opiekuńczego. 27 grudnia Löfven poinformował o dojściu do porozumienia z partiami Sojuszu, mającego na celu marginalizację Szwedzkich Demokratów. Umowa, pomimo że obowiązywała do 2022 roku, została zerwana w październiku 2015 roku.
W wyborach parlamentarnych w 2018 roku partia zdobyła 17,5% głosów i wprowadziła do Riksdagu 62 posłów. W tym samym roku został wybrany pierwszy burmistrz z ramienia Szwedzkich Demokratów (w gminie Hörby). W 2018 roku Szwedzcy Demokraci weszli wraz z Umiarkowaną Partią Koalicyjną i Chrześcijańskimi Demokratami w skład koalicji rządzących m.in. w gminie Bromölla, gminie Herrljunga, gminie Sölvesborg, gminie Staffanstorp. 24 listopada 2021 roku Szwedzcy Demokraci wraz z posłami Umiarkowanej Partii Koalicyjnej i Chrześcijańskich Demokratów przegłosowali propozycję budżetu, w którym założono obniżkę podatków.
W wyborach parlamentarnych w 2022 roku partia zajęła 2. miejsce i wprowadziła do Riksdagu 73 posłów. Szwedzcy Demokraci poparli rząd Ulfa Kristerssona w zamian za utworzenie biura koordynacyjnego w kancelarii rządu, zajmującego się monitorowaniem jego prac. Partia brała udział w tworzeniu umowy koalicyjnej w Tidö.

## Program
Program Szwedzkich Demokratów opiera się na narodowym konserwatyzmie i populizmie.
Partia chce ograniczenia liczby wykonywanych aborcji. Postuluje ograniczenie prawa do przerywania ciąży na życzenie do 12. tygodnia (obecnie możliwe jest to do 18. tygodnia). Szwedzcy Demokraci uważają, że „masowa imigracja do Szwecji jest powodem wielu problemów społecznych”, a także popierają zaostrzenie polityki migracyjnej. Sądzą również, że w Szwecji wszyscy powinni mieć równe prawa, niezależnie od orientacji seksualnej.
Partia proponuje podwyższenie pensji policjantów i zwiększenie uprawnień policji. Szwedzcy Demokraci popierają wprowadzenie zaostrzenia kar za przestępstwa, zwłaszcza za te z użyciem przemocy i przestępstwa seksualne.
Po inwazji Rosji na Ukrainę partia poparła wstąpienie Szwecji do NATO. Jest uważana za partię eurosceptyczną. Partia popiera państwowość Tajwanu, rozwiązanie dwupaństwowe konfliktu izraelsko-palestyńskiego i przeniesienie ambasady Szwecji w Izraelu do Jerozolimy. 

## Struktury
Na początku 2008 roku partia liczyła około 3 000 członków, w 2017 było już 28 340 członków.
W chwili obecnej posiada trzynaście stowarzyszeń regionalnych oraz około stu miejscowych lub miejskich stowarzyszeń. Młodzieżówką Sverigedemokraterny jest powołana do życia w 1998 Liga Młodzieży.

### Przewodniczący partii
- Anders Klarström (1992–1995)
- Mikael Jansson (1995–2005)
- Jimmie Åkesson (od 2005)

## Poparcie w wyborach

### Wybory doRiksdagu
| Wybory | Wyniki    | Wyniki | Mandaty | +/-  | Rząd             |
| Wybory | Głosy     | %      | Mandaty | +/-  | Rząd             |
| ------ | --------- | ------ | ------- | ---- | ---------------- |
| 1988   | 1 118     | 0,0    | 0/349   | Nowa | Poza parlamentem |
| 1991   | 4 887     | 0,1    | 0/349   | 0    | Poza parlamentem |
| 1994   | 13 954    | 0,3    | 0/349   | 0    | Poza parlamentem |
| 1998   | 19 624    | 0,4    | 0/349   | 0    | Poza parlamentem |
| 2002   | 76 300    | 1,4    | 0/349   | 0    | Poza parlamentem |
| 2006   | 162 463   | 2,9    | 0/349   | 0    | Poza parlamentem |
| 2010   | 339 610   | 5,7    | 20/349  | 20   | Opozycja         |
| 2014   | 801 178   | 12,9   | 49/349  | 29   | Opozycja         |
| 2018   | 1 100 662 | 17,6   | 62/349  | 13   | Opozycja         |
| 2022   | 1 330 325 | 20,5   | 73/349  | 11   | Wsparcie         |

### Wybory doParlamentu Europejskiego
| Wybory | Wyniki  | Wyniki | Mandaty | +/-  |
| Wybory | Głosy   | %      | Mandaty | +/-  |
| ------ | ------- | ------ | ------- | ---- |
| 1999   | 8 568   | 0,3    | 0/22    | Nowa |
| 2004   | 28 303  | 1,1    | 0/19    | 0    |
| 2009   | 103 584 | 3,3    | 0/19    | 0    |
| 2014   | 359 248 | 9,7    | 2/20    | 2    |
| 2019   | 636 877 | 15,3   | 3/20    | 1    |
| 2024   | 552 920 | 15,3   | 3/21    | 0    |